# Tachygyna vancouverana
Tachygyna vancouverana là một loài nhện trong họ Linyphiidae.
Loài này thuộc chi Tachygyna. Tachygyna vancouverana được Ralph Vary Chamberlin & Wilton Ivie miêu tả năm 1939.